# Saison 1 de Magnum (2018)
Chronologie
Saison 2
La première saison de Magnum P.I., série télévisée américaine, remake de la série télévisée du même nom dans les années 1980 créée par Glen A. Larson et Donald Bellisario, est constituée de vingt épisodes, diffusée du 24 septembre 2018 au 1er avril 2019 sur le réseau CBS, aux États-Unis, et en simultané sur le réseau CTV au Canada.
Cette série est diffusée depuis le 7 avril 2019 en Belgique, suivi par les autres pays francophones (Canada/Québec dès le 1er mai 2019, Suisse dès le 20 juin 2019, et France dès le 7 janvier 2020).

## Synopsis
Après son retour d'Afghanistan, Thomas Magnum, un officier décoré des Navy SEAL, décide de changer d'activité et d'utiliser ses compétences comme détective privé à Hawaï. Il loge dans l'immense propriété de l'auteur à succès Robin Masters qui l'a entre-temps embauché pour être son consultant de sécurité. Il partage les lieux avec Juliet Higgins, ancienne agent du MI6, et majordome britannique du domaine (résidant dans la résidence principale) accompagnée de ses deux loyaux et fidèles dobermanns, Zeus et Apollon (qui n'apprécient guère la présence de Magnum sur les lieux, résidant dans la maison des invités et qui les qualifient de 'chiens de l'enfer'). Magnum peut, par ailleurs, compter sur l'aide de ses anciens camarades SEAL et frères d'armes, Orville « Rick » Wright et Theodore « T. C. » Calvin, et de Kumu, une hawaïenne de souche

## Distribution

### Acteurs principaux
- Jay Hernández (VF : Axel Kiener) : Thomas Magnum
- Perdita Weeks (VF : Laura Blanc) : Juliet Higgins
- Zachary Knighton (VF : Yann Peira) : Orville « Rick » Wright
- Stephen Hill (VF : Frantz Confiac) : Theodore « TC » Calvin
- Amy Hill (VF : Marie-Martine) : Kumu (à partir de l'épisode 3)
- Tim Kang (VF : Stéphane Pouplard) : détective Gordon Katsumoto (à partir de l'épisode 3)

### Acteurs récurrents
- Kimee Balmilero (en) (VF : Elsa Bougerie) : Noelani Cunha, la M.E. d’Hawaii 5-0
- Taylor Wily (VF : Pascal Vilmen) : Kamekona Tupuola, d’Hawaii 5-0
- Dennis Chun (VF : Bertrand Dingé) : Duke Lukela d’Hawaii 5-0 (récurrence à travers les saisons)
- Kala Alexander : Kawika d’Hawaii 5-0
- Domenick Lombardozzi (VF : Gilles Morvan) : Sebastian Nuzzo

### Invités
- Tiffany Hines (VF : Géraldine Asselin) : Lara Nuzzo (épisode 1)
- Sung Kang : Lieutenant Yoshi Tanaka (épisode 1)
- Carl Weathers (VF : Saïd Amadis) : Dan Sawyer (épisode 2)
- Ken Jeong (VF : Emmanuel Rausenberger) : Luther H. Gillis (épisodes 3 et 12)
- Hal Ozsan : Jack Kandler (épisode 4)
- Elisabeth Röhm : Brooke Mason (épisode 5)
- Cyndi Lauper : Vanessa Nero (épisode 5)
- C.S. Lee (VF : Philippe Catoire) : William Malua (épisode 8)
- Corbin Bernsen : Francis « Ice Pick » Hofstetler (épisode 10)
- Halston Sage : Willa Stone (épisode 12)
- Jordana Brewster (VF : Laëtitia Lefebvre) : Hannah (épisodes 15 et 20)
- Roger E. Mosley : John Booky (épisode 18)

## Épisodes

### Épisode 1:Thomas Magnum, enquêteur privé
- États-Unis /  Canada : 24 septembre 2018 sur CBS / CTV
- Belgique : 7 avril 2019 sur RTL-TVI
- Québec : 1er mai 2019 sur Prise 2
- Suisse : 20 juin 2019 sur RTS Un
- France : 7 janvier 2020 sur TF1

- États-Unis : 8,12 millions de téléspectateurs[4] (première diffusion)
- Canada : 2,018 millions de téléspectateurs[5] (première diffusion + différé 7 jours)
- France : 4,66 millions de téléspectateurs

- Domenick Lombardozzi (Sebastian Nuzo)
- Nico Woulard (Charlie Resnick)
- Tiffany Hines (Lara Nuzo)
- James Remar (Capitaine Buck Green)
- Kimee Balmilero (Docteur Noelani Cunha)
- Nadine Nicole (Emily)
- Antal Kalik (Dale Gerard)
- Reznor Allen (Jake Nuzo)
- Vince Shin (Kim Kil-Yon)

### Épisode 2:Noyer le poisson
- États-Unis /  Canada : 1er octobre 2018 sur CBS / CTV (6 octobre 2018 sur CTV Montreal)
- Belgique : 7 avril 2019 sur RTL-TVI
- Suisse : 20 juin 2019 sur RTS Un
- France : 7 janvier 2020 sur TF1

- États-Unis : 6,23 millions de téléspectateurs[6] (première diffusion)
- Canada : 1,393 million de téléspectateurs[7] (première diffusion + différé 7 jours)
- France : 3,86 millions de téléspectateurs

- Carl Weathers (Dan Sawyer)
- Taylor Wily (Kamekona Tuopola)
- Domenick Lombardozzi (Sebastian Nuzo)
- Peter Shinkoda (Tua)
- Michael Benyaer (Samal Talib)

### Épisode 3:Une mystérieuse fiancée
- États-Unis /  Canada : 8 octobre 2018 sur CBS / CTV
- Belgique : 14 avril 2019 sur RTL-TVI
- Suisse : 27 juin 2019 sur RTS Un
- France : 7 janvier 2020 sur TF1

- États-Unis : 6,08 millions de téléspectateurs[8] (première diffusion)
- Canada : 1,324 million de téléspectateurs[9] (première diffusion + différé 7 jours)
- France : 3,86 millions de téléspectateurs

- Ken Jeong (Luther H. Gillis)
- Jack Cutmore-Scott (Neil Crawford)
- Catherine Haena Kim (Tara Moss / Emily Layton)
- Michael Graziadei (Val Jenson)
- Bill Smitrovich (Sam Carlyle)
- Freda Foh Shen (Kitty Layton)
- Michael Hake (Akela)
- Augie Tulba (Benny Kahana)

### Épisode 4:Tableaux de maître et coups montés
- États-Unis /  Canada : 15 octobre 2018 sur CBS / CTV
- Belgique : 14 avril 2019 sur RTL-TVI
- Suisse : 27 juin 2019 sur RTS Un
- France : 14 janvier 2020 sur TF1

- États-Unis : 5,48 millions de téléspectateurs[10] (première diffusion)
- Canada : 1,224 million de téléspectateurs[11] (première diffusion + différé 7 jours)
- France : 3,99 millions de téléspectateurs

- Hal Ozsan (Jack Candler)
- Raymond Lee (James Chen)
- Catherine Davis (Tracy Hutton)
- Erica Luttrell (Allie Mahelona)
- Kassia Conway (Madison Akana)
- Romualdo Castillo (Christophe Midi)

### Épisode 5:Mauvaise passe
- États-Unis /  Canada : 22 octobre 2018 sur CBS / CTV
- Belgique : 21 avril 2019 sur RTL-TVI
- Suisse : date inconnue sur RTS Un
- France : 14 janvier 2020 sur TF1

- États-Unis : 5,63 millions de téléspectateurs[12] (première diffusion)
- Canada : 1,188 million de téléspectateurs[13] (première diffusion + différé 7 jours)
- France : 3,06 millions de téléspectateurs

- Cyndi Lauper (Vanessa Nero)
- Elisabeth Röhm (Brooke Mason)
- Sam Puefua (Hani Iona)
- Kimee Balmilero (Docteur Noelani Cunha)
- Cathal Pendred (Wade Steuben)
- Tru Collins (Daisy Chase)
- Zion Junk (Makoa Iona)
- Stacy Ray (Ruth)
- Traci Toguchi (Ailana Read)

### Épisode 6:Revenue d'entre les morts
- États-Unis /  Canada : 29 octobre 2018 sur CBS / CTV
- Belgique : 21 avril 2019 sur RTL-TVI
- France : 14 janvier 2020 sur TF1

- États-Unis : 5,69 millions de téléspectateurs[14] (première diffusion)
- Canada : 1,237 million de téléspectateurs[15] (première diffusion + différé 7 jours)
- France : 3,06 millions de téléspectateurs

### Épisode 7:Chat perché
- États-Unis /  Canada : 5 novembre 2018 sur CBS / CTV
- Belgique : 28 avril 2019 sur RTL-TVI
- France : 21 janvier 2020 sur TF1

- États-Unis : 5,27 millions de téléspectateurs[16] (première diffusion)
- Canada : 1,301 million de téléspectateurs[17] (première diffusion + différé 7 jours)
- France : 3,550 millions de téléspectateurs

### Épisode 8:Sauvetage d'urgence
- États-Unis /  Canada : 12 novembre 2018 sur CBS / CTV
- Belgique : 28 avril 2019 sur RTL-TVI
- France : 21 janvier 2020 sur TF1

- États-Unis : 5,5 millions de téléspectateurs[18] (première diffusion)
- Canada : 1,174 million de téléspectateurs[19] (première diffusion + différé 7 jours)
- France : 3,10 millions de téléspectateurs

### Épisode 9:Un enlèvement peut en cacher un autre
- États-Unis /  Canada : 19 novembre 2018 sur CBS / CTV
- Belgique : 5 mai 2019 sur RTL-TVI
- France : 21 janvier 2020 sur TF1

- États-Unis : 5,39 millions de téléspectateurs[20] (première diffusion)
- Canada : 1,2 million de téléspectateurs[21] (première diffusion + différé 7 jours)
- France : 3,10 millions de téléspectateurs

### Épisode 10:Mauvais joueur
- États-Unis /  Canada : 10 décembre 2018 sur CBS / CTV
- Belgique : 5 mai 2019 sur RTL-TVI
- France : 28 janvier 2020 sur TF1

- États-Unis : 5,47 millions de téléspectateurs[22] (première diffusion)
- Canada : 1,269 million de téléspectateurs[23] (première diffusion + différé 7 jours)
- France : 3,42 millions de téléspectateurs

### Épisode 11:Ruse russe
- États-Unis /  Canada : 14 janvier 2019 sur CBS / CTV
- Belgique : 12 mai 2019 sur RTL-TVI
- France : 4 février 2020 sur TF1

- États-Unis : 6,02 millions de téléspectateurs[24] (première diffusion)
- Canada : 1,23 million de téléspectateurs[25] (première diffusion + différé 7 jours)
- France : 3,38 millions de téléspectateurs

### Épisode 12:Pour une poignée de dollars
- États-Unis /  Canada : 20 janvier 2019 sur CBS / CTV
- Belgique : 12 mai 2019 sur RTL-TVI
- France : 4 février 2020 sur TF1

- États-Unis : 8,76 millions de téléspectateurs[26] (première diffusion)
- France : 2,79 millions de téléspectateurs

### Épisode 13:Vipère au poing
- États-Unis /  Canada : 21 janvier 2019 sur CBS / CTV
- Belgique : 19 mai 2019 sur RTL-TVI
- France : 4 février 2020 sur TF1

- États-Unis : 5,33 millions de téléspectateurs[27] (première diffusion)
- Canada : 1,3 million de téléspectateurs[28] (première diffusion + différé 7 jours)
- France : 2,10 millions de téléspectateurs

### Épisode 14:À titre posthume
- États-Unis /  Canada : 28 janvier 2019 sur CBS / CTV
- Belgique : 19 mai 2019 sur RTL-TVI
- France : 11 février 2020 sur TF1

- États-Unis : 5,69 millions de téléspectateurs[29] (première diffusion)
- Canada : 1,316 million de téléspectateurs[30] (première diffusion + différé 7 jours)
- France : 3,56 millions de téléspectateurs

### Épisode 15:Le Retour de mon ex
- États-Unis /  Canada : 18 février 2019 sur CBS / CTV
- Suisse : 8 août 2019 sur RTS Un
- Belgique : 8 janvier 2020 sur RTL-TVI
- France : 11 février 2020 sur TF1

- France : 2,90 millions de téléspectateurs

### Épisode 16:Pro bono
- États-Unis /  Canada : 25 février 2019 sur CBS / CTV
- Suisse : 8 août 2019 sur RTS Un
- Belgique : 8 janvier 2020 sur RTL-TVI
- France : 11 février 2020 sur TF1

- France : 2,90 millions de téléspectateurs

### Épisode 17:Site de (mauvaises) rencontres
- États-Unis /  Canada : 4 mars 2019 sur CBS / CTV
- Suisse : 15 août 2019 sur RTS Un
- Belgique : 15 janvier 2020 sur RTL-TVI
- France : 11 février 2020 sur TF1

### Épisode 18:La Mort d'un mentor
- États-Unis /  Canada : 11 mars 2019 sur CBS / CTV
- Suisse : 15 août 2019 sur RTS Un
- Belgique : 15 janvier 2020 sur RTL-TVI
- France : 11 février 2020 sur TF1

### Épisode 19:Piège en haute mer
- États-Unis /  Canada : 25 mars 2019 sur CBS / CTV
- Suisse : 22 août 2019 sur RTS Un
- Belgique : 22 janvier 2020 sur RTL-TVI
- France : 11 février 2020 sur TF1

### Épisode 20:Enterrer la hache de guerre
- États-Unis /  Canada : 1er avril 2019 sur CBS / CTV
- Suisse : 22 août 2019 sur RTS Un
- Belgique : 22 janvier 2020 sur RTL-TVI
- France : 18 février 2020 sur TF1

- France : 2,73 millions de téléspectateurs